# Holocephali
Sous-classe
Ordres de rang inférieur
- Chimaeriformes
- †Petalodontiformes
- †Iniopterygiformes
- †Eugeneodontida
- †Symmoriida[1]

Les holocéphales, ou Holocephali, sont une sous-classe ancienne de poissons cartilagineux vivant actuellement dans les profondeurs marines. 

Son représentant le plus connu en est la chimère commune mais la plupart des espèces de cette sous-classe sont éteintes après avoir connu une radiation évolutive après l'extinction du Dévonien. 
Les holocéphales sont actuellement des animaux plutôt benthiques, qui vivent dans les océans tempérés.

## Intérêt scientifique
Les poissons chimaeroïdes (holocéphales) constituent l'une des quatre divisions principales des gnathostomes modernes (vertébrés à mâchoires), bien que seules 47 espèces vivantes en aient été décrites. En raison de leurs adaptations et de leur histoire évolutive, ils intéressent les ichtyologistes et spécialistes de l'évolution. Les chimioïdes présentent aussi des caractéristiques inhabituelles en termes de plan corporel. À ce jour, les fossiles sont modérément utiles pour comprendre leur histoire évolutive, car les plus anciens fossiles connus présentent déjà des spécialisations proches de celles qui existent aujourd'hui. Un fossile récemment découvert, non écrasé et dont les structures internes ont pu être finement étudiées en tomographie a permis d'en savoir un peu plus, a été présenté dans la revue Nature début janvier 2017.

## Liste des super-ordres et ordres
- Super-ordre des Paraselachimorpha † éventuellement paraphylétique
  - Orodontiformes †
  - Petalodontiformes †
  - Helodontiformes †
  - Iniopterygiformes †
  - Deebeeriiformes †
  - Eugeneodontiformes †
- Super-ordre des Holocephalimorpha
  - Psammodontiformes †
  - Copodontiformes †
  - Squalorajiformes †
  - Chondrenchelyiformes †
  - Menaspiformes †
  - Cochliodontiformes †
  - Chimaeriformes — Chimères

Selon BioLib (6 janvier 2018) :
- ordre Chimaeriformes Patterson, 1965
- ordre Chondrenchelyiformes Moy-Thomas, 1939 †
- ordre Helodontida †
- ordre Iniopterygia Zangerl & Case, 1973 †